# トーニ・メルケンス
トーニ・メルケンス（Toni Merkens、1912年6月21日 - 1944年7月20日）は、ドイツ、ケルン出身の自転車競技（トラックレース）選手。

## 経歴
1933年
- ドイツ選手権 アマスプリント 優勝

1934年
- グランプリ・ド・パリ アマ部門 優勝
- ドイツ選手権 アマスプリント 優勝

1935年
- トラックレース世界選手権 アマスプリント 優勝
- グランプリ・ド・パリ アマ部門 優勝
- ドイツ選手権 アマスプリント 優勝

1936年
- ベルリンオリンピックスプリントにおいて、アリー・ファンフリートと決勝で対決。1本目、勝負どころの最後のコーナーでメルケンスがファンフリートの行く手を阻むあからさまな妨害行為を行ったことから、ファンフリートは即座に抗議のポーズを取ったものの無視され、続く2本目が行われた。2本目もメルケンスが制した後にオランダ選手団が正式に抗議したものの結果は覆らず、メルケンスのストレート勝ちが決まった。しかしメルケンスに対し、100マルクの罰金が科せられた[1]。

1937年、プロ転向。    
1940年
- ドイツ選手権 プロドミフォン 優勝

1942年
- ドイツ選手権 プロスプリント 優勝

1944年、独ソ戦の最中、バート・ヴィルトバートでロシア軍兵に殺された。32歳没。